# 2023-as fedett pályás atlétikai Európa-bajnokság
A 2023-as fedett pályás atlétikai Európa-bajnokságot Törökországban, az isztambuli Ataköy Atletizm Salonuban rendezték 2023. március 2. és március 5. között. Ez volt a 37. fedett pályás atlétikai Eb. A férfiaknál és a nőknél is 13–13 versenyszámot rendeztek.

## Magyar sportolók eredményei
Magyarország 16 sportolóval képviselte magát a kontinensviadalon.

## Érmesek
- WR – világrekord
- CR – Európa-bajnoki rekord
- AR – kontinens rekord
- NR – országos rekord
- PB – egyéni rekord
- WL – az adott évben aktuálisan a világ legjobb eredménye
- SB – az adott évben aktuálisan az egyéni legjobb eredmény

### Férfi
| Versenyszám | Arany                                                                  | Arany          | Ezüst                                                                                  | Ezüst          | Bronz                                                                               | Bronz        |
| ----------- | ---------------------------------------------------------------------- | -------------- | -------------------------------------------------------------------------------------- | -------------- | ----------------------------------------------------------------------------------- | ------------ |
| 60 m        | Samuele Ceccarelli · Olaszország                                       | 6,48           | Marcell Jacobs · Olaszország                                                           | 6,50 SB        | Henrik Larsson · Svédország                                                         | 6,53 NR      |
| 400 m       | Karsten Warholm · Norvégia                                             | 45,35          | Julien Watrin · Belgium                                                                | 45,44 NR       | Carl Bengtström · Svédország                                                        | 45,77        |
| 800 m       | Adrián Ben · Spanyolország                                             | 1:47,34 (,335) | Benjamin Robert · Franciaország                                                        | 1:47,34 (,338) | Eliott Crestan · Belgium                                                            | 1:47,65      |
| 1500 m      | Jakob Ingebrigtsen · Norvégia                                          | 3:33,95 CR     | Neil Gourley · Nagy-Britannia                                                          | 3:34,23        | Azeddine Habz · Franciaország                                                       | 3:35,39      |
| 3000 m      | Jakob Ingebrigtsen · Norvégia                                          | 7:40,32 NR     | Adel Mechaal · Spanyolország                                                           | 7:41,75 SB     | Elzan Bibić · Szerbia                                                               | 7:44,03      |
| 60 m gát    | Jason Joseph · Svájc                                                   | 7,41 EL        | Jakub Szymański · Lengyelország                                                        | 7,56           | Just Kwaou-Mathey · Franciaország                                                   | 7,59         |
| 4 × 400 m   | Belgium · Dylan Borlée · Alexander Doom · Kévin Borlée · Julien Watrin | 3:05,83 EL     | Franciaország · Gilles Biron · Téo Andant · Victor Coroller · Muhammad Abdallah Kounta | 3:06,52 SB     | Hollandia · Isayah Boers · Isaya Klein Ikkink · Ramsey Angela · Liemarvin Bonevacia | 3:06,59 SB   |
| Magasugrás  | Douwe Amels · Hollandia                                                | 2,31 =NR       | Andrij Procenko · Ukrajna                                                              | 2,29           | Thomas Carmoy · Belgium                                                             | 2,29 PB      |
| Rúdugrás    | Sondre Guttormsen · Norvégia                                           | 5,80           | Emanuíl Karalísz · Görögország Piotr Lisek · Lengyelország SB                          | 5,80           | Nem adták ki                                                                        | Nem adták ki |
| Távolugrás  | Miltiádisz Tendóglu · Görögország                                      | 8,30           | Thobias Montler · Svédország                                                           | 8,19 SB        | Gabriel Bitan · Románia                                                             | 8,00         |
| Hármasugrás | Pedro Pichardo · Portugália                                            | 17,60 WL NR    | Nikólaosz Andrikópulosz · Görögország                                                  | 16,58 SB       | Max Heß · Németország                                                               | 16,57        |
| Súlylökés   | Zane Weir · Olaszország                                                | 22,06 EL NR    | Tomáš Staněk · Csehország                                                              | 21,90 SB       | Roman Kokosko · Ukrajna                                                             | 21,84 NR     |
| Hétpróba    | Kevin Mayer · Franciaország                                            | 6348 EL        | Sander Skotheim · Norvégia                                                             | 6318 NR        | Risto Lillemets · Észtország                                                        | 6079 SB      |

### Női
| Versenyszám | Arany                                                                       | Arany            | Ezüst                                                                                  | Ezüst      | Bronz                                                                                            | Bronz      |
| ----------- | --------------------------------------------------------------------------- | ---------------- | -------------------------------------------------------------------------------------- | ---------- | ------------------------------------------------------------------------------------------------ | ---------- |
| 60 m        | Mujinga Kambundji · Svájc                                                   | 7,00 =CR         | Ewa Swoboda · Lengyelország                                                            | 7,09 =SB   | Daryll Neita · Nagy-Britannia                                                                    | 7,12       |
| 400 m       | Femke Bol · Hollandia                                                       | 49,85            | Lieke Klaver · Hollandia                                                               | 50,57      | Anna Kiełbasińska · Lengyelország                                                                | 51,25 SB   |
| 800 m       | Keely Hodgkinson · Nagy-Britannia                                           | 1:58,66          | Anita Horvat · Szlovénia                                                               | 2:00,54    | Agnès Raharolahy · Franciaország                                                                 | 2:00,85    |
| 1500 m      | Laura Muir · Nagy-Britannia                                                 | 4:03,40          | Claudia Bobocea · Románia                                                              | 4:03,76 PB | Sofia Ennaoui · Lengyelország                                                                    | 4:04,06 PB |
| 3000 m      | Hanna Klein · Németország                                                   | 8:35,87 PB       | Konstanze Klosterhalfen · Németország                                                  | 8:36,50    | Melissa Courtney-Bryant · Nagy-Britannia                                                         | 8:41,19    |
| 60 m gát    | Reetta Hurske · Finnország                                                  | 7,79 =NR         | Nadine Visser · Hollandia                                                              | 7,84 SB    | Ditaji Kambundji · Svájc                                                                         | 7,91       |
| 4 × 400 m   | Hollandia · Lieke Klaver · Eveline Saalberg · Cathelijn Peeters · Femke Bol | 3:25,66 WL CR NR | Olaszország · Alice Mangione · Ayomide Folorunso · Anna Polinari · Eleonora Marchiando | 3:28,61 NR | Lengyelország · Anna Kiełbasińska · Marika Popowicz-Drapała · Alicja Wrona-Kutrzepa · Anna Pałys | 3:29,31 SB |
| Magasugrás  | Jaroszlava Mahucsih · Ukrajna                                               | 1,98             | Britt Weerman · Hollandia                                                              | 1,96 =NR   | Katerina Tabasnik · Ukrajna                                                                      | 1,94       |
| Rúdugrás    | Wilma Murto · Finnország                                                    | 4,80 NR          | Tina Šutej · Szlovénia                                                                 | 4,75       | Amálie Švábíková · Csehország                                                                    | 4,70       |
| Távolugrás  | Jazmin Sawyers · Nagy-Britannia                                             | 7,00 WL NR       | Larissa Iapichino · Olaszország                                                        | 6,97 NR    | Ivana Vuleta · Szerbia                                                                           | 6,91       |
| Hármasugrás | Tuğba Danışmaz · Törökország                                                | 14,31 NR         | Dariya Derkach · Olaszország                                                           | 14,20      | Patrícia Mamona · Portugália                                                                     | 14,16      |
| Súlylökés   | Auriol Dongmo · Portugália                                                  | 19,76 EL         | Sara Gambetta · Németország                                                            | 18,83 SB   | Fanny Roos · Svédország                                                                          | 18,42      |
| Ötpróba     | Nafissatou Thiam · Belgium                                                  | 5055 WR          | Adrianna Sułek · Lengyelország                                                         | 5014 NR    | Noor Vidts · Belgium                                                                             | 4823 SB    |

## Éremtáblázat
| Helyezés | Nemzet         | Arany | Ezüst | Bronz | Összesen |
| 1.       | Norvégia       | 4     | 1     | 0     | 5        |
| 2.       | Hollandia      | 3     | 3     | 1     | 7        |
| 3.       | Nagy-Britannia | 3     | 3     | 1     | 7        |
| 4.       | Olaszország    | 2     | 4     | 0     | 6        |
| 5.       | Belgium        | 2     | 1     | 3     | 6        |
| 6.       | Portugália     | 2     | 0     | 1     | 3        |
| 6.       | Svájc          | 2     | 0     | 1     | 3        |
| 8.       | Finnország     | 2     | 0     | 0     | 2        |
| 9.       | Franciaország  | 1     | 2     | 3     | 6        |
| 10.      | Németország    | 1     | 2     | 1     | 4        |
| 11.      | Görögország    | 1     | 2     | 0     | 3        |
| 12.      | Ukrajna        | 1     | 1     | 2     | 4        |
| 13.      | Spanyolország  | 1     | 1     | 0     | 2        |
| 14.      | Törökország    | 1     | 0     | 0     | 1        |
| 15.      | Lengyelország  | 0     | 4     | 3     | 7        |
| 16.      | Szlovénia      | 0     | 2     | 0     | 2        |
| 17.      | Svédország     | 0     | 1     | 3     | 4        |
| 18.      | Csehország     | 0     | 1     | 1     | 2        |
| 18.      | Románia        | 0     | 1     | 1     | 2        |
| 20.      | Szerbia        | 0     | 0     | 2     | 2        |
| 21.      | Észtország     | 0     | 0     | 1     | 1        |
| Összesen | Összesen       | 26    | 27    | 25    | 78       |